# Toru Sano
Toru Sano (født 15. november 1963) er en japansk fodboldspiller.

## Japans fodboldlandshold
| Japans landshold | Japans landshold | Japans landshold |
| År               | Kmp              | Mål              |
| ---------------- | ---------------- | ---------------- |
| 1988             | 5                | 0                |
| 1989             | 1                | 0                |
| 1990             | 3                | 0                |
| Total            | 9                | 0                |